# Al-Ahli SC (Katar)
Al-Ahli Sports Club (arabisch الأهلي) ist ein Sportverein aus Doha in Katar. Die Herren-Fußballmannschaft spielt in der Qatar Stars League. Ihre Heimspiele trägt die Mannschaft im Al-Ahly Stadium aus. Gegründet 1950, zählt der Verein zu den ältesten in Katar. Dennoch konnte die Fußballmannschaft seit Bestehen des Vereins nie eine Meisterschaft feiern. Al-Ahli könnte man eher als Pokalmannschaft bezeichnen, da sie bereits neun Mal das Finale des Emir of Qatar Cup erreichte und diesen vier Mal gewann.
Die beste Platzierung in der ersten Liga in den 2000er-Jahren war ein vierter Platz in der Saison 2003/04. Zum Ende der Saison 2006/07 stieg die Mannschaft in die zweite Liga ab. Der direkte Wiederaufstieg im Folgejahr wurde um zwei Punkte verpasst. Im Sommer 2009 erfolgte dann der Wiederaufstieg in die erste Liga. Nachdem man sich in der Saison 2009/10 den Klassenerhalt mit einem zehnten Platz sichern konnte, schloss man die Saison 2010/11 auf dem zwölften und letzten Tabellenplatz ab. Da der Tabellenelfte al-Sailiya aber punktgleich mit Al-Ahli war, wurde ein Entscheidungsspiel ausgetragen, um zu entscheiden wer direkt absteigt und wer in die Relegation muss. Al-Ahli gewann dieses Spiel und das Relegationsspiel gegen Al-Shamal SC und schaffte somit den Klassenerhalt. In der Saison 2011/12 belegte man erneut den zwölften Platz und wird ab der Saison 2012/13 wieder in der zweiten katarischen Liga spielen.

## Vereinserfolge

### National
- Emir of Qatar Cup

Gewinner 1973, 1981, 1987, 1992
Finalist 1974/75, 1983/84, 1984/85, 1997/98, 2002/03

## Bekannte ehemalige Spieler
| Name des Spielers     | Zeitraum  | Bemerkung                                                                                          |
| --------------------- | --------- | -------------------------------------------------------------------------------------------------- |
| Opoku Agyemang        | 2011      | • ghanaischer Nationalspieler                                                                      |
| Firas Al Khatib       | 2005      | • syrischer Nationalspieler                                                                        |
| Lamine Diatta         | 2009–2010 | • senegalesischer Nationalspieler • u. a. für Olympique Lyon und Beşiktaş Istanbul aktiv           |
| José Dominguez        | 2004      | • portugiesischer Nationalspieler • u. a. für Tottenham Hotspur und den 1. FC Kaiserslautern aktiv |
| Fabiano Eller         | 2010–2011 | • brasilianischer Nationalspieler • u. a. für Trabzonspor und Atlético Madrid aktiv                |
| Pep Guardiola         | 2003–2005 | • spanischer Nationalspieler • u. a. für den FC Barcelona und die AS Rom aktiv                     |
| Iván Hurtado          | 2006      | • ecuadorianischer Nationalspieler                                                                 |
| Olivier Kapo          | 2011      | • französischer Nationalspieler • u. a. für Juventus Turin und die AS Monaco aktiv                 |
| Rahman Rezaei         | 2009–2010 | • iranischer Nationalspieler • u. a. für den FC Messina und die AS Livorno aktiv                   |
| Christian Wilhelmsson | 2011–2012 | • schwedischer Nationalspieler • u. a. für den RSC Anderlecht und den FC Nantes aktiv              |

## Al-Ahlis Trainer
| Name                   | Zeitraum  |
| ---------------------- | --------- |
| Sebastião Lazaroni     | 1988      |
| Carlos Alhinho         | 2002–2003 |
| Augusto Inácio         | 2004      |
| Pepe                   | 2004–2005 |
| Oswaldo de Oliveira    | 2005–2006 |
| Reiner Hollmann        | 2006–2007 |
| Mark Wotte             | 2007–2008 |
| Erik van der Meer      | 2008–2009 |
| Heron Ricardo Ferreira | 2009      |
| Ziza                   | 2009      |
| Hassan Hormatallah     | 2009      |
| Ilija Petković         | 2010      |
| Abdullah Mubarak       | 2011      |
| Bernard Simondi        | 2011–2012 |
| Milan Máčala           | 2012–2015 |
| Zlatko Kranjčar        | 2015–2016 |
| Yousuf Adam            | 2016      |
| Luka Bonačić           | 2016      |
| Yousuf Adam            | 2016      |
| Joaquín Caparrós       | 2017      |
| Milan Máčala           | 2018      |
| Rubén de la Barrera    | 2018–2019 |